# Френк Кабуї
Френк Уту Офагіоро Кабуї (англ. Frank Utu Ofagioro Kabui, нар. 20 квітня 1946) — політичний діяч Соломонових Островів, генерал-губернатор (2009—2019).
Кабуї народився в 1946 році, в селі Манакваі, Малу в північній частині провінції Малаїта. У 1975 році випустився з Університету Папуа — Новій Гвінеї, ставши першим дипломованим фахівцем по праву на Соломонових Островах. У 1980 році став першим вихідцем з Соломонових островів, призначеним на посаду генерального прокурора. У 1994 році був обраний головою Комісії з правової реформи, а в 1998 році призначений суддею Високого суду Соломонових Островів (пішов у відставку в квітні 2006 року в віці 60 років). У тому ж році знову був призначений головою Комісії з правової реформи.
15 червня 2009 року, після чотирьох раундів голосування, був обраний генерал-губернатором Соломонових Островів, отримавши підтримку 30 парламентаріїв. Офіційно вступив на посаду 7 липня 2009 року, коли кандидатура Кабуї була схвалена Королевою Соломонових Островів Єлизаветою II.
9 жовтня 2009 став Лицарем Великого Хреста Ордену Святого Михайла і Святого Георгія.